# 鍵のかかる部屋
『鍵のかかる部屋』（かぎのかかるへや）は、三島由紀夫の短編小説。戦後まもない日本の混乱期における一青年の頽廃的な内面を描いた作品である。敗戦から2年半の無秩序な雰囲気が漂う時代、財務省（当時は大蔵省だが、作中で「財務省」となっている）に入省したばかりのエリート官吏の青年が、あるコケティッシュな少女へサディスティックな幻想を抱く物語。現代人の疎外感を内的に描き、時代精神をも表現している作品である。
1954年（昭和29年）、文芸雑誌『新潮』7月号に掲載され、同年10月15日に新潮社より単行本刊行された。なお、1970年（昭和45年）6月には、純金象嵌番号鍵がはめこまれて、国電四ツ谷駅入場券や主人公の名刺が添付された作者署名入り豪華限定版が刊行された。文庫版は1980年（昭和55年）2月に新潮文庫で刊行されている。

## あらすじ
時代は1948年（昭和23年）2月10日から4月10日
去年の秋にT大学を卒業し、財務省銀行局に入省した事務官の児玉一雄は、1か月前に死んだ情婦のことを思い出していた。大学時代の終りにダンスホールで知り合ったその女・東畑桐子とは、一雄の入省日に彼女の家で結ばれて以来、その「鍵のかかる部屋」へ昼休みに「定例訪問」を続けていた関係だった。
一雄は、その小さな「鍵のかかる部屋」の中で、外界の無秩序に逆らい、内心の小さな無秩序の純粋を保っていた。桐子は人妻だったが、常に不在の夫は毎晩1時以降にしか帰らず、家には9歳の娘・房子と女中・しげやがいるだけだった。ある日、「鍵のかかる部屋」で密会中、桐子は持病の心臓脚気の発作で起こし、その晩死亡した。何事にも無関心を持する一雄は桐子の死が少しも悲しくなかったが、ある雨の土曜の午後、1か月ぶりに再び東畑家へ行ってみた。
女中は買物中で、学校が半ドンだった房子が玄関に出た。房子は一雄の訪問を待っていたかのように媚を見せ応接間へ招き入れて、母親がやっていたことを真似るように部屋の鍵をかけた。そして無邪気に一雄の膝の上に乗り、「キスごっこをしようよ」と小さな乾いた唇をつけてきた。一雄はそれを避けたが、勃起してしまい困惑した。部屋に茶菓子を持ってきた女中のしげやは、ちょいちょい遊びに来てくださいと愛想がよかった。
それから一雄は再び土曜日に訪れ昼食を供にし、房子に応接間に招き入れられた。母親の死を少しも悲しんでいる様子のない房子はダンスをせがみ、また悪戯のように接吻してきた。混乱する一雄は怒って接吻をやめるように言った。一雄は房子を訪ねるのは差し控えることにした。房子を引き裂くサディスティックな妄想にとりつかれ出したからだった。
4月10日の土曜、役所が退けて席で弁当を食べていた一雄のもとへ、房子を連れたしげやが面会にやって来た。しげやはしつこく家への訪問を勧めた。一雄はとりあえず房子を新宿へ映画を見せに行くということで、しげやを帰した。房子は家の外では媚態を見せずにお菓子や映画に満足し子供に返っていた。それから後日、すばらしい太陽の照る昼休み、虚無的な思いにとらわれ、何か爆発的なものに内側と外側からしめつけられていた一雄は、「鍵のかかる部屋」で、しばらく独りで休みたいと考え、また東畑家に行った。
しげやは、房子が具合悪くて学校を休んでいると言い、応接間へ一雄を通した。やって来た房子は今までと違い、動作が静かで大人しかった。肩を抱くと体を固くし抵抗したため、それに刺激された一雄は初めて女にするような接吻をしたが、房子の唇は乾いていなかった。房子を引き裂くという、怖れていた妄想に一雄はまたとらわれた。房子は部屋の鍵をかけていなかった。
一雄が鍵をかけにドアの方へ行くと、ドアの外のしげやに呼ばれ、房子に今朝初潮があったことを教えられた。驚く一雄に、しげやは自分も早かったからと、実は房子が自分の娘であることを告げた。もう房子に会うべきでないと思った一雄は房子に「さよなら」を告げ、ドアを開けて部屋から出た。すばやく背後に内側から鍵のかかる音が聞えた。しげやが一雄を帰すまいと玄関に出てきた。そして、「もうおかえりになるんですか。それはいけません」と繰り返した。

## 登場人物
児玉一雄
23歳。財務省銀行局国民貯蓄課の新任の事務官。たえず無関心を持している。バスで揺れたり、役所の机で眠くなるとよく勃起する。「契約の酒場」というサディストが集って空想を語り合う酒場が夢にときどき出てくる。破滅的なインフレーションが必ず来ると思っている。財務省は建物を進駐軍にとられているので、四谷の汚い小学校の建物に逼塞されている。
東畑桐子
和服の女。赤坂離宮の横の小公園の裏手の中流住宅に居住。夫と9歳の娘がいる。女学生時代はバレーボールの選手だった。夫はほとんど不在。快楽の最中でもまるきり叫ばず、意識的に陶酔する女。煙草をよく喫み、心臓脚気の持病がある。かかりつけの医者がいる。
東畑房子
桐子の娘。9歳。G学院の小学校2年。見知らぬ人にまで、可愛らしく見せたいために微笑に歯を見せる子供。踊りを習っている。「小学生の貯蓄宣伝ポスター」で3等をとる。図案はアメリカの絵本にあったのを真似たもの。
しげや
桐子の家の女中。肥って真っ白な、毛の薄い、蛆のような女。着物の胸元がいつも少しはだけ、肌が白くて、てかてか光っている。手首に輪ゴムを2、3つはめている。房子の本当の母親。
女事務員
一雄の向い合わせの机にいる事務員。ペン皿に丸い毛糸の人形を乗せて、暇なときに鉛筆の先でそれを突っついて机の上で転がしている。出勤するとすぐ、必ず10本の鉛筆の先を錐のようにとがらす仕事に熱中する。
課長
次官。一雄の上司。小柄。自分が帝銀事件の犯人になった夢を見たことを皆に話すが、面白くない話なので部下たちはお愛想笑いをする。
同級学士たち
一雄と同級で入省した者たち。同級会を作り、週に1回「ケインズの一般理論」のゼミナールをやる。横浜税関が見せるエロ映画をみんなで見に行く。半分以上は童貞。彼らの先輩には29歳まで童貞のまま結婚した男がいて、世間では「自信のある男」と呼ばれていた。
朝山画伯
画家。小肥りで愛想がよく、いつも洒落を飛ばしている。姿も人となりも安楽椅子のような男。自分が人気者だということをよく知っていて、大臣にも左官にも同じ冗談まじりの挨拶をする。いつも薔薇色の頬。15分も話すと人を魅了させる。財務省主催の「小学生の貯蓄宣伝優秀ポスターと綴方の審査会」のため日銀に招かれる。
局次長や日銀の役員たち
「小学生の貯蓄宣伝優秀ポスターと綴方の審査会」に集まった役員。朝山画伯の人柄に魅了される。

## 作品背景

### 時代
『鍵のかかる部屋』は、1948年（昭和23年）の連合国軍占領下の時代が背景となっており、作中にも当時の政治背景や、賭博やヒロポン中毒、自殺、闇屋の天下、いたるところに居るアメリカ兵など、暗いパセティックな無秩序な世相、寿産院事件、帝銀事件があったことが触れられている。
その点について三島は、当時の政治情勢や経済状況を作中に織り込んではあるが、物語はもちろんフィクションであるとし、〈破局的なインフレの進行といふ状況は、別の精神的破局の進行の比喩である〉と述べている。また当時はまだ泰平ムードは固まらず、〈世間がまだ偏狭な道徳観に身を鎧はなかつた一時期〉で、そういった時代の空気に、〈戦争直後の時代へのノスタルジア〉をからませたものが『鍵のかかる部屋』だとしている。
なお、当時は銀行家令嬢の幼い少女が、青年により誘拐監禁されるという変質的な陰惨な事件が新聞を賑わせていたため、そういった事件から、三島は作品主題の発想を得たのではないかという見方も奥野健男はしている。

### 文体・作風
作品の雰囲気としては、ちょうど同時期に発表された『潮騒』の健康的な明るい作風の世界とは全く反対で、「異常性欲を批判精神として表現し、生への指向とは別の破滅への指向を極端なかたち」で表わしていると奥野健男は解説し、文体も、それまでの三島の硬質な明晰簡潔な文体、事物の表面を表現する「古典的文体」とは違って「内部の渾沌に入って行くような自意識過剰的な饒舌」な文体に変化させているとしている。
三島は『鍵のかかる部屋』について、発表から11年後に次のように述べている。
この文体崩しの背景には、三島に反社会的無頼派になることを期待していた奥野健男が、「現代文学者ならまずその整合した硬質な窮屈な文体をこわし、表面でない渾沌たる内部や深層意識をこそ表現すべきだ」と助言した『三島由紀夫論』（1954年）がきっかけで、三島が実験的に試みた文体破壊であったという。
しかし、のちに奥野は三島から、「（君の意見に影響されて文体を壊して書いたが）惨憺たる結果で失敗作だった」と言われ、「二度と君のおだてにうかうか乗るような愚は犯したくない。ぼくは君と違って表面の硬質の美だけに真実があるのだと信じて、それを表現したい」と宣言されたという。奥野は、自分のような「青二才の文芸評論家」の忠告からも真面目にヒントを得ようとし、将来の作家としての道に悩みながら文体の変革を実験したことに感無量だったと述懐している。

## 作品評価・研究
『鍵のかかる部屋』は、作者の三島曰く、〈後世の人は、ここに、大江氏のエロティシズム観の一つの小さな予兆を見出すかもしれない〉との見解だったが、奥野健男はこれを受け、「大江文学の政治情況とかかわるデスペレートな性的人間の主張の予兆的な先駆的作品という彼（三島）自身の指摘は正確」であり、自己の作品を「見事に客観的に認識している」としている。そしてその、「現代人のみじめさ、政治との必然的なかかわりあい、サディストの心理をファシズムの心理との関係でとらえている」と解説している。
また、その後の三島文学が、同時期に書かれた反対の趣の『潮騒』の方向にも進まず、『鍵のかかる部屋』の作品傾向を深化させる方向にも進まなかった点に触れ、この時期の作品は「夭折をあきらめ生を全うすること」にしていた戦後の三島が、現代文学の主流になるために試行錯誤や実験をしていた地盤固めの作品群であったと論じている。そして実験作の『鍵のかかる部屋』の失敗の教訓から、三島は「表面の硬質の美だけに真実がある」と信じる本来の文体に立ち返ることになったが、この異色作の『鍵のかかる部屋』を奥野は高評価している。
田中美代子は、『鍵のかかる部屋』に登場する人物も、同時期の『江口初女覚書』（1953年）や『果実』（1950年）などの主人公同様、様々な局面において「日本の社会共同体の集合的魂の顕現であり、時代精神の体現者」であるとし、父親不在の「鍵のかかる部屋」へ若い男を呼び入れ、「奇妙な秘密の遊び」を続ける母親と幼い少女もその例外ではないと解説している。
また、三島自身も関連性に言及していたように、田中は、『鍵のかかる部屋』が、その後の『鏡子の家』（1959年）の原型であるとしながら、以下のように解説している。

## おもな収録刊行本

### 単行本
- 『鍵のかかる部屋』（新潮社、1954年10月15日） NCID BA3323728X
  - 装幀：山田申吾。紙装。口絵写真1頁1葉（著者肖像。撮影：田沼武能）。280頁
  - 収録作品：「鍵のかかる部屋」「旅の墓碑銘」「真夏の死」「クロスワード・パズル」「椅子」「孝経」「山羊の首」「獅子」「殉教」
  - 解説：中村光夫
- 限定版『鍵のかかる部屋』（プレス・ビブリオマーヌ、1970年6月） 限定575部（A版とB版の2種）。
  - 越前産一枚漉「三島由紀夫」透入り局紙。口絵1頁1葉（古沢岩美自刻銅版画、署名番号入）。本文中、挿画10葉（古沢岩美）。
  - 収録内容：「鍵のかかる部屋」「あとがき/補記」（別紙1葉）
  - A版395部（記番・署名入）は、総革装。布装夫婦函。天金。表紙に純金象嵌番号鍵はめ込み。
  - B版180部（記番入）は、装本：佐々木桔梗。紙装。布装帙。天金。国電四ツ谷駅入場券貼付。児玉一雄名刺1枚添付。
  - ※ 575部のほかに、特別限定B版15部（口絵なし）がある。また、刊行者によれば、三島没後に製本された無番号A版5部（口絵手彩色、表紙鍵に三島と刻印、赤色バックスキン表紙のもの3部、青色バックスキン表紙のもの2部、函入）あり。
  - ※ 付録の「児玉一雄名刺」には余白に、“私の友人三島由紀夫氏を「鍵のかかる部屋」に御紹介します　東畑房子さま”と青字で書かれている。
- 文庫版『鍵のかかる部屋』（新潮文庫、1980年2月25日。改版2003年9月30日）
  - カバー装幀：麻田浩。解説：田中美代子
  - 収録作品：「彩絵硝子」「祈りの日記」「慈善」「訃音」「怪物」「果実」「死の島」「美神」「江口初女覚書」「鍵のかかる部屋」「山の魂」「蘭陵王」
- 『戦後とは何か』（中央公論新社、2025年1月） 
  - 解説：梶尾文武。192頁
  - 収録作品：第1章：八月十五日に寄す、第2章：「悪時代」としての戦後、第3章：二十代の自画像、第4章：鍵のかかる部屋

### 全集
- 『三島由紀夫全集9巻（小説IX）』（新潮社、1973年6月25日）
  - 装幀：杉山寧。四六判。背革紙継ぎ装。貼函。
  - 月報：北杜夫「初期作品の思い出など」。《評伝・三島由紀夫 2》佐伯彰一「ハワイにおける三島由紀夫」。《同時代評から 2》虫明亜呂無「『潮騒』『沈める滝』をめぐって」
  - 収録作品：「潮騒」「博覧会」「鍵のかかる部屋」「復讐」「詩を書く少年」「志賀寺上人の恋」「水音」「沈める滝」「海と夕焼」「新聞紙」「商ひ人」「山の魂」「牡丹」
  - ※ 同一内容で豪華限定版（装幀：杉山寧。総革装。天金。緑革貼函。段ボール夫婦外函。A5変型版。本文2色刷）が1,000部あり。
- 『三島由紀夫短篇全集』〈下巻〉（新潮社、1987年11月20日）
  - 布装。セット機械函。四六判。2段組。
  - 収録作品：「家庭裁判」から「蘭陵王」までの73篇。
- 『決定版 三島由紀夫全集19巻・短編5』（新潮社、2002年6月10日）
  - 装幀：新潮社装幀室。装画：柄澤齊。四六判。貼函。布クロス装。丸背。箔押し2色。
  - 月報：吉田知子「同時代の喜び」。葛井欣士郎「花ざかりの追憶」。［小説の創り方19］田中美代子「０氏の自画像」
  - 収録作品：「急停車」「卵」「不満な女たち」「花火」「ラディゲの死」「陽気な恋人」「博覧会」「芸術狐」「鍵のかかる部屋」「復讐」「詩を書く少年」「志賀寺上人の恋」「水音」「S・O・S」「海と夕焼」「新聞紙」「商ひ人」「山の魂」「屋根を歩む」「牡丹」「青いどてら」「十九歳」「足の星座」「施餓鬼舟」「橋づくし」「女方」「色好みの宮」「貴顕」「影」「百万円煎餅」「スタア」「『山の魂』創作ノート」